# Greta Welamson
Greta Welamson, född Sellberg 9 september 1885 i Göteborg, död 17 december 1946 i Stockholm, var en svensk bokkonstnär, skriftställare, teckningslärare, tecknare och målare. 
Hon var dotter till andre stadsläkaren Isodor Ludvig Sellberg och Elin Maria Almén och från 1916 gift med Leon Welamson samt mor till Lars Welamson. Sellberg-Welamson studerade för Carl Wilhelmson vid Valands målarskola i Göteborg och fortsatte sin utbildning vid Högre konstindustriella skolan i Stockholm 1903–1907 där hon tilldelades det Adlersköldska stipendiet. Hon genomförde en studieresa till Paris 1902 och under 1910 vistades hon en period i London och Paris. Som Kommerskollegiums stipendiat vistades hon i Österrike och Tyskland 1912. Sin största insats gjorde hon som lärare i teckning och konstnärliga trycksaker, hon var lärare vid Yrkesskolan för bokhantverk 1912–1918 och vid Högre konstindustriella skolan 1915–1946 samt Welamsons illustrationsskola. Hon medverkade i ett flertal utställningar av affischer, adresser och exlibris bland annat Svenska exlibris föreningens utställning av nordiska exlibris på Nordiska museet 1948. en minnesutställning med hennes konst visades 1949 på Welamsons konstgalleri i Stockholm. Som illustratör utförde hon en mängd exlibris, bokillustrationer, vignetter och hyllningsadresser bland annat utgåvor av Erik Johan Stagnelius och Bengt Lidner samt Selma Lagerlöfs Dimman. Under de sista åren av sitt liv ägnade hon sig åt sitt eget skapande och utförde en rad målningar med motiv från Öregrundstrakten med strandlandskap, bryggor och båtar utförda i olja, akvarell eller i form av teckningar. Hon utgav samlingen Fünfzehn Exlibris 1912 och boken Typografiska exlibris 1946. Welamson är representerad på Nationalmuseum i Stockholm med ett bokband – Kaos av Pär Lagerkvist – och 15 exlibris. .     
Hon är gravsatt på Skogskyrkogården i Stockholm.